# Unión por el Triunfo de la Renovación Democrática
La Unión por el Triunfo de la Renovación Democrática (en francés: Union pour le Triomphe du Renouveau Démocratique) fue una coalición política de Benín.

## Historia
La UTRD fue establecida en febrero de 1991 para apoyar al candidato presidencial Nicéphore Soglo, e inicialmente consistía en la Unión Democrática de Fuerzas Progresistas (UDFP), el Movimiento para la Democracia y el Progreso Social (MDPS) y la Unión para la Libertad y Desarrollo (ULD). Obtuvo 12 escaños en las elecciones parlamentarias de ese mismo mes, siendo la fuerza política más votada. Soglo, por su parte, obtuvo una aplastante victoria al vencer al oficialista Mathieu Kérékou en segunda vuelta en las presidenciales un mes más tarde.
Logró crecer hasta obtener treinta y cuatro escaños después de que se unieran a la coalición otros partidos de la Asamblea Nacional, cambiando su nombre a Nueva República y, posteriormente, a La Renovación. El Partido Socialdemócrata, la Unión Nacional para la Solidaridad y el Progreso, y la Unión para la Democracia y Solidaridad Nacional se encontraban entre los partidos que se unieron.
La coalición se disolvió antes de las parlamentarias de 1995, y de los tres partidos originales, el UDFP fue el único que participó, aunque no ganó ningún asiento.